# Фонд современного искусства Картье
Фонд современного искусства Картье (фр. Fondation Cartier pour l’art contemporain, также известен как Fondation Cartier) — частный художественный музей в Париже.
Первоначально располагался в городе Jouy-en-Josas департамента Ивелин, с 1994 года находится в Париже в районе Монпарнас на бульваре Boulevard Raspail, 261; в здании, спроектированном французским архитектором Жаном Нувелем. По состоянию на 2014 год музей посетило около 3 340 000 человек.

## История и деятельность
Музей был основан в 1984 году компанией Cartier SA после того как её президент Алан-Доминик Перрен отреагировал на предложение художника Сезара и режиссёра Эрве Шандеса поддержать современных мастеров живописи и скульптуры со всего мира. В результате было создано выставочное пространство для художников, а также место встречи любителей искусства.
С 1984 по 1993 год музей был расположен в Jouy-en-Josas недалеко от Версаля. Когда Американский культурный центр решил оставить свои помещения на парижском бульваре Raspail, которые он занимал с 1934 года, Фонд современного искусства Картье переехал на это место и поручил архитектору Жану Нувелю создать новое современное здание — оно было открыто в 1994 году. С 1984 по 1993 год директором музея была Мари-Клод Бо; в 1994 году на этом посту её сменил Эрве Шандес (Hervé Chandès), который является генеральным директором музея по настоящее время.
Новое шестиэтажное здание музея из стекла и стали имеет выставочную площадь 1200 м², окруженную садом, спроектированным художником Лотаром Баумгартеном. Название сада — Theatrum Botanicum — заимствовано из одноимённой книги, которая была написана в 1640 году английским ботаником Джоном Паркинсоном. В саду насчитывается более 240 видов растений. Экологический баланс флоры и фауны сада поддерживается специальными сотрудниками музея. Интересно, что на территории сада сохранён исторический кедр, посаженный в 1823 году французским писателем Франсуа Шатобрианом.
Фонд современного искусства Картье стремится открывать, поддерживать и продвигать современное международное художественное искусство посредством тематических выставок, организацией шоу и концертов, изданием книг и каталогов коллекции произведений искусства. Некоторые из мероприятий музея, проводимые в Париже, являются предметом презентаций в зарубежных музеях. Фонд также организовывает живых выступления артистов разных жанров — музыка, танцы, спектакль. Это также дает большое место ученым и авторам.
Коллекция Фонда современного искусства Картье включает более 1500 работ, созданных более 350 художниками со всех континентов: картины, скульптуры, видео, фотографии, инсталляции. Работы из его коллекции регулярно сдаются в аренду и экспонируются в музеях по всему миру. Куратором музейной коллекции является Грация Куарони (Grazia Quaroni).

## Выставки
С момента открытия музея в нём было проведено более 160 тематических и персональных выставок при участии более чем 120 художников.
| - 1984 : Сезар Бальдаччини - 1984 : Лиза Милрой - 1984 : Джулиан Опи - 1985 : Vivre en couleur - 1985 : Natures de rêves - 1985 : Les Bonsaïs de Rémy Samson - 1985 : Jean-Pierre Raynaud - 1985 : Sculptures, première approche pour un parc - 1986 : Sur les murs - 1986 : L'Art fun ou l'Enfance de l'art - 1986 : Raymond Hains - 1986 : Les Années 60 : 1960-1969, La Décade triomphante - 1986 : Peintres et sculpteurs espagnols 1981-1986 - 1986 : Эвергон - 1986 : Les Championnes de César - 1987 : Dominique Gauthier - 1987 : François Boisrond - 1987 : Shirley Jaffe - 1987 : Les Stars de la photo vues par les éditions Condé Nast - 1987 : Hommage à Ferrari - 1987 : Emmanuel Pereire - 1987 : Ян Гамильтон Финлей - 1987 : Daniel Boudinet - 1988 : Роберт Якобсен, Jean Clareboudt - 1988 : 17 artistes danois - 1988 : Alain Bizos - 1988 : M.D.F : des créateurs pour un matériau - 1988 : Vraiment faux - 1988 : Жерар Гаруст - 1988 : La Mode, une nouvelle génération - 1988 : Scènes de mode : Ouka Lele pour Philippe Model - 1989 : Judith Bartolani, Claude Caillol - 1989 : Aspects de la jeune sculpture européenne - 1989 : Solex-nostalgie - 1989 : Йохен Герц - 1989 : Photographies - 1989 : Инго Маурер - 1989 : Collection Peinture - 1989 : Couleur Sud - 1989 : Nos années 80 - 1990 : Билл Виола - 1990 : Lignes de mire -1 - 1990 : Andy Warhol System: Pub - Pop - Rock - 1990 : Carnet de voyages - 1 - 1990 : Monique Frydman - 1991 : Richard Braquié - 1991 : Lignes de mire - 2 - 1991 : La Vitesse - 1991 : Jean-Bernard Métais - 1992 : Machines d'architecture - 1992 : À visage découvert - 1993 : Marc Couturier - 1993 : Ясумаса Моримура - 1993 : Джефф Уолл - 1993 : Azur | - 1994 : Ron Arad - 1994 : Ричард Артшвагер - 1994 : Pierrick Sorin - 1994 : Carole Benzaken - 1994 : Matej Kren - 1994 : Huang Yong Ping - 1994 : Chuck Close - 1994 : Raymond Hains - 1994 : Сейду Кейта - 1994 : Синдзо Фукухара, Roso Fukuhara - 1995 : Herbert Zangs - 1995 : Jean-Michel Alberola - 1995 : Marc Newson - 1995 : Matthew Barney - 1995 : Нобуёси Араки - 1995 : Малик Сидибе - 1995 : Жером Дешам, Macha Makeieff - 1995 : Том Вессельман - 1995 : Bodys Isek Kingelez - 1995 : Жан Тенгели - 1995 : James Lee Byars - 1995 : Thierry Kuntzel - 1995 : Вия Целминьш - 1996 : By Night - 1996 : Tatsuo Miyajima - 1996 : Comme un oiseau - 1996 : Double vie, Double vue - 1997 : Хуан Юнпин - 1997 : Patrick Vilaire - 1997 : Huang Yong Ping - 1997 : Alain Séchas - 1997 : Alain Diot - 1997 : Coïncidences - 1997 : Amours - 1998 : Жерар Дешам - 1998 : Панамаренко - 1998 : Франческа Вудмен - 1998 : Être nature - 1998 : Иссэй Миякэ - 1999 : Beaurin Domercq - 1999 : Готфрид Хонеггер - 1999 : Radi Designers - 1999 : Stan Douglas - 1999 : Un monde réel - 1999 : Херб Ритц - 1999 : Сара Зе - 2000 : Цай Гоцян - 2000 : Гильермо Куитка - 2000 : J. D. 'Okhai Ojeikere - 2000 : Le Désert - 2000 : Томас Деманд - 2000 : Bernard Piffaretti - 2001 : Пьеррик Сорен - 2001 : Alair Gomes - 2001 : Un art populaire - 2001 : Уильям Эглстон - 2001 : Жерар Гаруст | - 2002 : Vincent Beaurin, Fabrice Domercq, Alessandro Mendini - 2002 : Такаси Мураками - 2002 : Paul Virilio - 2003 : Yanomami, l'esprit de la forêt - 2003 : Jean-Michel Othoniel - 2003 : Дайдо Морияма - 2004 : Марк Ньюсон - 2004 : Чери Самба - 2004 : Жан-Поль Готье - 2004 : Раймон Депардон - 2004 : Хироси Сугимото - 2005 : Adriana Varejão - 2005 : Rinko Kawauchi - 2005 : J'en rêve - 2005 : Джон Маэда - 2005 : Рон Мьюек - 2006 : Юрген Теллер - 2006 : Ёкоо, Таданори - 2006 : Аньес Варда - 2006 : Гэри Хилл - 2006 : Tabaimo - 2007 : Дэвид Линч - 2007 : Rock'n'roll 39-59 - 2007 : Роберт Адамс - 2007 : Lee Bul - 2008 : Андреа Бранци - 2008 : Патти, Смит - 2008 : César, Anthologie par Jean Nouvel - 2008 : Раймон Депардон, Поль Вирильо - 2009 : Беатриз Мильязеш - 2009 : Уильям Эглстон - 2009 : Seen - 2009 : Né dans la rue - Graffiti - 2010 : Beat Такэси Китано - 2010 : Mœbius-Transe-Forme - 2011 : Vaudou - 2011 : Mathématiques, un dépaysement soudain - 2012 : Histoires de voir, Show and Tell - 2012 : Юэ Миньцзюнь - 2013 : Рон Мьюек - 2014 : Diller Scofidio + Renfro\|Diller & Scofidio + Renfro - 2014 : Les Habitants - 2014 : America Latina 1960-2013 - 2015 : Mémoires Vives - 2015 : Брюс Науман - 2015 : Beauté Congo - 1926-2015 - Congo Kitoko - 2016 : Le Grand Orchestre des Animaux - 2016 : Fernell Franco - 2016 : Дайдо Морияма - 2017 : Autophoto - 2017 : Малик Сидибе - 2018 : Junya Ishigami |